# Искатели приключений
«Искатели приключений» (фр. Les Aventuriers) — кинофильм режиссёра Робера Энрико. Экранизация одноимённого романа Жозе Джованни.

## Сюжет
Сюжет картины условно можно разделить на четыре главных эпизода:

### Парижские неудачи
Молодая скульптор-абстракционист Летиция Вайс знакомится с автомехаником Роланом Дарбаном и его другом пилотом-инструктором Манюэлем (Маню) Борелли. Их знакомство перерастает в крепкую дружбу. Все трое переживают трудный период творческих и профессиональных неудач. Ролан, бывший сотрудник известной компании по производству нестандартных моторов, терпит неудачу в попытке создания нового гоночного двигателя. У Летиции полным провалом заканчивается её первая выставка. Но самый жестокий удар получает Маню, который становится жертвой розыгрыша со стороны страхового агента Вольтена и его приятелей. Те предлагают ему пролететь под Триумфальной аркой и заснять полёт на киноплёнку, за что якобы заплатит известный кинопродюсер Киобаси, с которым уже договорились. Попытка Маню выполнить этот полёт заканчивается неудачей из-за непредусмотренной случайности. В довершение ко всему полиция лишает его прав пилота.
Ярость Борелли обрушивается на Вольтена. Чтобы хоть как-то компенсировать нанесённый пилоту ущерб, Вольтен открывает Маню неправдоподобную тайну, рассказывая о произошедшей в 1963 году и известной ему как страховому агенту авиакатастрофе у берегов Конго. В самолёте находился только один пассажир — бельгийский бизнесмен, вывозивший из Конго своё состояние, и самолёт упал в море.

### У берегов Конго. Гибель Летиции
В попытке реализовать новую увлекательную идею трое друзей отправляются на поиски затонувшего самолёта. В Конго к ним присоединяется случайно встреченный ими спасшийся пилот того самолёта. Он подтверждает рассказ Вольтена: в страшной обстановке 1963 года, когда белые покидали охваченное войной Конго, бизнесмен заплатил офицеру-немцу из действовавшего в стране отряда наёмников за небольшой самолёт. В аварии бизнесмен погиб.
На яхте Маню предлагает Летиции выйти за него замуж. Но девушка влюблена в Ролана, которому и признаётся в этом.
Между тем, Пилот указывает точное место падения самолёта, благодаря чему Маню и Ролану удаётся поднять сокровище на борт яхты. Однако этот факт замечен Наёмником и его людьми, которые тоже ищут место катастрофы. С помощью подкупленной конголезской береговой охраны они пытаются захватить яхту. Их планы срывает Пилот, первым открывающий огонь. В перестрелке погибает Летиция. Вину за её гибель друзья возлагают на Пилота и изгоняют его…

### Городок в Шаранте
Ролан и Маню разыскивают близких родственников Летиции. Они узнают, что её родители погибли во время Холокоста, находят родную тётю Летиции, мадам Дюбрей и её мужа, проживающих в небольшом городке Приморской Шаранты и оформляют долю Летиции на её одиннадцатилетнего двоюродного брата, Жан-Жана. Последний рассказывает Ролану о том, что и он «тоже нашёл клад» — в заброшенном морском форте недалеко от побережья. «Клад» оказывается немецким военным складом, оставшимся со времён Атлантического вала.
Маню возвращается в Париж, чтобы повидать свою подругу Иветт. Но забыть Летицию он не в силах и снова возвращается в Шаранту. В Париже его выслеживают люди Наёмника. Они убивают захваченного ими Пилота и следуют за Маню до самого городка…

### Бой в заброшенном Форте
Маню ищет, но не может найти Ролана. Он догадывается, что тот отправился в Форт, и действительно находит его там. Ролан признаётся другу, что приобрёл Форт в память о Летиции. Здесь же, в Форте, друзей настигают Наёмник и его банда, не догадывающиеся о спрятанном арсенале. Завязывается отчаянная схватка, в которой Маню погибает…

## Актёрский состав
- Ален Делон — Маню Борелли
- Лино Вентура — Ролан Дарбан
- Джоанна Шимкус — Летиция Вайс
- Серж Реджани — Пилот
- Поль Кроше — Вольтен
- Ганс Майер — Наёмник
- Ги Делорм — Один из людей Наёмника
- Тереза Квантен — Мадам Дюбрей
- Жан Дарье — Мсье Дюбрей
- Жан Троньон — Жан-Жан
- Одиль Пуассон — Иветт
- Ирен Тунк — Секретарша Киобаси
- Валерий Инкижинов — Продюсер Киобаси
- Рауль Гилад — Сноб
- Жан Ландье — Мишо
- Мик Бессон — Мужчина, танцующий с Летицией

## Места съёмок

### Испытание гоночного автомобиля Ролана
Автодром Лина-Монтлери в Эссонне.
Автодром открыт 4 октября 1924 года. Он расположен к югу от Парижа, между городами Лина, Брюйер-Ле-Шатель и Олленвиль.

### Интерьер ангара аэроклуба Маню
Аэродром Ангиен-Муассель, Муассель, Валь-д'Уаз.

### Африканские эпизоды
Джерба, Тунис и Дакар, Сенегал.

### Эпизод в кошаре — беседа со стариками, приютившими Летицию во время войны
Деревня Томпль, коммуна Флорак, Кос-Межан, Лозер.

### Эпизод с супругами Дюбрей
Город Иль-Дес, остров Иль-Дес, Шаранта, Пуату — Шаранта.

### Африканский музей, в котором работает Жан-Жан
Улица Наполеона, 30. Город Иль-Дес, остров Иль-Дес, Шаранта, Пуату — Шаранта. Экспозиция музея представляет, в основном, охотничьи трофеи кенийских сафари барона Брора Бликсена, супруга датской писательницы Карен Динесен-Бликсен — автора романа «Африканская ферма», легшего в основу фильма Сидни Поллака «Из Африки». Одним из главных экспонатов является дромадер — участник Египетского похода Бонапарта. Среди других экспонатов наибольшего внимания посетителей удостаиваются маврикийский дронт додо (Raphus cucullatus) и диорама птиц острова Святой Елены.

### Маню ищет Ролана
Фура, Шаранта

### Эпизоды «В заброшенном форте»

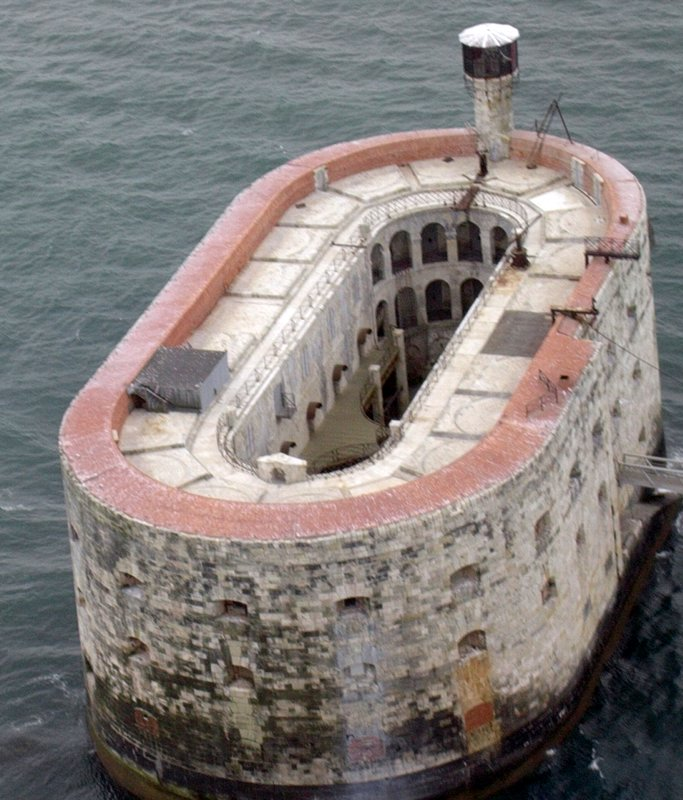
Форт Бойяр

Оба эпизода (посещение форта с Жан-Жаном и финальный бой) сняты в форте Бойяр, находившемся в то время в состоянии крайнего запустения (что отчётливо наблюдается в картине). В общей сложности Бойяр занимает 15 минут экранного времени. На них потребовалось три недели съёмок, которые так и не были завершены до конца, будучи прерванными сильным штормом, в ходе которого съёмочную группу пришлось в срочном порядке эвакуировать на вертолёте. Весьма распространённое мнение о том, что именно выход на экран картины «Искатели приключений» способствовал возрождению форта Бойяр, не находит документальных подтверждений. Временной разрыв между выходом ленты и началом реконструкции форта составляет 23 года.

## Факты
- Фильм вышел в советский прокат в 1968 году (в сокращённом варианте) и имел огромный успех у зрителей всех поколений.
- На лицензионном DVD фильм в России выпустила фирма «CP Digital».
- Фильм поставлен по одноимённому роману Жозе Джованни. Сам писатель в том же году снял собственную киноверсию своего романа. Она вышла под названием «Закон выжившего».
- Персонажи Ролан Дарбан и Маню Борелли были заимствованы автором, Жозе Джованни, из своего первого романа «Дыра» (1957—1958). В одноимённой экранизации этого романа (реж. Жак Беккер, 1960) роль Ролана Дарбана сыграл непрофессиональный актёр Жак Кероди, а роль Маню Борелли — Филипп Леруа[2]. Персонажи имеют весьма отдалённое внешнее сходство со своими прототипами и совершенно иную судьбу.
- На автотреке, где Ролан проводил испытания своего драгстера, видны три автомобиля Matra Djet, который вошёл в историю как «автомобиль Юрия Гагарина».
- Через 23 года после съёмок фильма в крепости форт Бойяр начались съёмки популярной приключенческой телеигры «Форт Боярд», которая стала известной во всём мире.
- Режиссёр аниме-сериала «Madlax» Койти Масимо назвал одного из его персонажей в честь главной героини фильма.

## Ремейк
В 2012 году «по мотивам» фильма был снят ремейк — российская приключенческая комедия «Искатели приключений».